# Muntenești
Muntenești – wieś w Rumunii, w okręgu Vaslui, w gminie Ștefan cel Mare. W 2011 roku liczyła 118 mieszkańców.